# Микільська Борщагівка (житловий масив)
Микільська Борщагівка — житловий масив у Святошинському районі міста Києва. Основна забудова в 1966—1977, архітектори В. Л. Суворов, І. П. Шпара, О. Уманець, М. Ліберберг, В. Колчинський. Збудований на місці луків, що прилягали до колишнього села Микільська Борщагівка.

## Географічне положення
Житловий масив Микільська Борщагівка розташований на західній околиці Києва. На південь від масиву розташований житловий масив Південна Борщагівка, на захід — Кільцева дорога, на північ — житловий масив приватної малоповерхової забудови Жовтневе, парк-урочище «Совки» та Святошин, на схід — житловий масив приватної малоповерхової забудови Перемога, промислова зона та Відрадний.
Основні магістралі: проспект Леся Курбаса, вулиці Героїв Космосу, Якуба Коласа, Тулузи, Володимира Покотила, Зодчих, Академіка Корольова, Івана Дзюби, Жмеринська, бульвари Жуля Верна та Миколи Руденка, Кільцева дорога. Крім вищеназваних магістралей на масиві розташовані вулиці: Гната Юри, Петра Курінного, Академіка Кіпріанова, Литвиненко-Вольгемут, Василя Доманицького, Дмитра Чижевського, Василя Кучера, Академіка Сєркова.
Про історію виникнення топоніму докладніше у статті Борщагівка